# Banaybanay
Banaybanay es un municipio filipino de segunda categoría, situado en la parte sudeste de la isla de Mindanao. Forma parte de  la provincia de Dávao Oriental situada en la Región Administrativa de Dávao (en cebuano Rehiyon sa Davao), también denominada Región XI. Para las elecciones está encuadrado en el Segundo Distrito Electoral.

## Barrios
El municipio de Banaybanay se divide, a los efectos administrativos, en 14 barangayes o barrios, conforme a la siguiente relación:
| - Cabangcalán - Caganganán - Calubihán | - Causwagán - Punta Linao - Mahayag | - Maputi - Mogbongcogon - Panikian vito | - Pintatagán - Piso Proper - Población | - San Vicente - Rang-ay |